# Oktiabrski (Krasnoarméiskaia)
Oktiabrski - Октябрьский (rus) és un possiólok del raion de Krasnoarméiskaia, al krai de Krasnodar, a Rússia. Es troba al delta del riu Kuban. És a 16 km al sud-est de Poltàvskaia i a 61 km al nord-oest de Krasnodar.
Pertanyen a aquest possiólok els possiolki de Drujni, Zarià, Krasnodarski, Krasnopolianski, Krasni Les, Mirni, Pervomaiski, Podlesni, Poltavski, Rissoopitni i Vodni; i els khútors de Kolos i Moldavanski.